# Johan Brunström
Pour les articles homonymes, voir Brunström.
Johan Brunström, né le 3 avril 1980 à Fiskebäckskil, est un joueur de tennis suédois, professionnel entre 2005 et 2017.
Sa surface de prédilection est le dur. Il a joué dix-neuf finales ATP en double, pour cinq titres gagnés. Il a notamment été le partenaire de double de Jean-Julien Rojer.

## Palmarès

### Titres en double messieurs
| No | Date       | Nom et lieu du tournoi        | Catégorie | Dotation  | Surface      | Partenaire       | Finalistes                        | Score             |          |
| -- | ---------- | ----------------------------- | --------- | --------- | ------------ | ---------------- | --------------------------------- | ----------------- | -------- |
| 1  | 26/07/2010 | Allianz Suisse Open Gstaad    | ATP 250   | 398 250 € | Terre (ext.) | Jarkko Nieminen  | Marcelo Melo Bruno Soares         | 6-3, 64-7, [11-9] | Parcours |
| 2  | 19/05/2013 | Open de Nice Côte d'Azur Nice | ATP 250   | 410 200 € | Terre (ext.) | Raven Klaasen    | Juan Sebastián Cabal Robert Farah | 6-3, 6-2          | Parcours |
| 3  | 16/09/2013 | Moselle Open Metz             | ATP 250   | 410 200 € | Dur (int.)   | Raven Klaasen    | Nicolas Mahut Jo-Wilfried Tsonga  | 6-4, 7-65         | Parcours |
| 4  | 30/12/2013 | Aircel Chennai Open Chennai   | ATP 250   | 399 985 $ | Dur (ext.)   | Frederik Nielsen | Marin Draganja Mate Pavić         | 6-2, 4-6, [10-7]  | Parcours |
| 5  | 07/07/2014 | SkiStar Swedish Open Båstad   | ATP 250   | 426 605 € | Terre (ext.) | Nicholas Monroe  | Jérémy Chardy Oliver Marach       | 4-6, 7-65, [10-7] | Parcours |

### Finales en double messieurs
| No | Date       | Nom et lieu du tournoi                               | Catégorie   | Dotation  | Surface      | Vainqueurs                           | Partenaire         | Score              |          |
| -- | ---------- | ---------------------------------------------------- | ----------- | --------- | ------------ | ------------------------------------ | ------------------ | ------------------ | -------- |
| 1  | 07/07/2008 | Catella Swedish Open Båstad                          | Int' Series | 305 000 € | Terre (ext.) | Jonas Björkman Robin Söderling       | Jean-Julien Rojer  | 6-2, 6-2           | Parcours |
| 2  | 06/10/2008 | If Stockholm Open Stockholm                          | Int' Series | 692 000 € | Dur (int.)   | Jonas Björkman Kevin Ullyett         | Michael Ryderstedt | 6-1, 6-3           | Parcours |
| 3  | 04/05/2009 | Serbia Open Belgrade                                 | ATP 250     | 398 250 € | Terre (ext.) | Łukasz Kubot Oliver Marach           | Jean-Julien Rojer  | 6-2, 7-63          | Parcours |
| 4  | 14/06/2009 | Ordina Open Bois-le-Duc                              | ATP 250     | 398 250 € | Gazon (ext.) | Wesley Moodie Dick Norman            | Jean-Julien Rojer  | 7-63, 68-7, [10-5] | Parcours |
| 5  | 27/07/2009 | ATP Studena Croatia Open Umag                        | ATP 250     | 398 250 € | Terre (ext.) | František Čermák Michal Mertiňák     | Jean-Julien Rojer  | 6-4, 6-4           | Parcours |
| 6  | 21/09/2009 | BCR Open Romania Bucarest                            | ATP 250     | 398 250 € | Terre (ext.) | František Čermák Michal Mertiňák     | Jean-Julien Rojer  | 6-2, 6-4           | Parcours |
| 7  | 18/10/2010 | If Stockholm Open Stockholm                          | ATP 250     | 531 000 € | Dur (int.)   | Eric Butorac Jean-Julien Rojer       | Jarkko Nieminen    | 6-3, 6-4           | Parcours |
| 8  | 10/01/2011 | Heineken Open Auckland                               | ATP 250     | 398 250 $ | Dur (ext.)   | Marcel Granollers Tommy Robredo      | Stephen Huss       | 6-4, 7-66          | Parcours |
| 9  | 04/07/2011 | Campbell's Hall of Fame Tennis Championships Newport | ATP 250     | 442 500 $ | Gazon (ext.) | Matthew Ebden Ryan Harrison          | Adil Shamasdin     | 4-6, 6-3, [10-5]   | Parcours |
| 10 | 17/09/2012 | Moselle Open Metz                                    | ATP 250     | 398 250 € | Dur (int.)   | Nicolas Mahut Édouard Roger-Vasselin | Frederik Nielsen   | 7-63, 6-4          | Parcours |
| 11 | 07/01/2013 | Heineken Open Auckland                               | ATP 250     | 433 400 $ | Dur (ext.)   | Colin Fleming Bruno Soares           | Frederik Nielsen   | 7-61, 7-62         | Parcours |
| 12 | 04/02/2013 | Open Sud de France Montpellier                       | ATP 250     | 410 200 € | Dur (int.)   | Marc Gicquel Michaël Llodra          | Raven Klaasen      | 6-3, 3-6, [11-9]   | Parcours |
| 13 | 23/09/2013 | Thailand Open Bangkok                                | ATP 250     | 567 530 $ | Dur (int.)   | Jamie Murray John Peers              | Tomasz Bednarek    | 6-3, 3-6, [10-6]   | Parcours |
| 14 | 01/08/2016 | BB&T Atlanta Open Atlanta                            | ATP 250     | 618 030 $ | Dur (ext.)   | Andrés Molteni Horacio Zeballos      | Andreas Siljeström | 7-62, 6-4          | Parcours |

## Parcours dans les tournois duGrand Chelem

### En double
| Année | Open d'Australie              | Open d'Australie               | Internationaux de France     | Internationaux de France | Wimbledon                     | Wimbledon                  | US Open                      | US Open                 |
| ----- | ----------------------------- | ------------------------------ | ---------------------------- | ------------------------ | ----------------------------- | -------------------------- | ---------------------------- | ----------------------- |
| 2008  | —                             | —                              | 1er tour (1/32) R. Söderling | S. Aspelin J. Knowle     | 2e tour (1/16) A. Feeney      | M. Melo André Sá           | 1er tour (1/32) T. Johansson | M. Bhupathi M. Knowles  |
| 2009  | —                             | —                              | 2e tour (1/16) J.-J. Rojer   | M. Bhupathi M. Knowles   | 2e tour (1/16) J.-J. Rojer    | Bob Bryan Mike Bryan       | 1er tour (1/32) J.-J. Rojer  | J. Levine R. Sweeting   |
| 2010  | 1/8 de finale J.-J. Rojer     | A. Clément J. Erlich           | 1er tour (1/32) J.-J. Rojer  | L. Dlouhý L. Paes        | 1er tour (1/32) J.-J. Rojer   | M. Granollers T. Robredo   | 1er tour (1/32) T. Parrott   | F. Mayer R. Wassen      |
| 2011  | 1er tour (1/32) S. Huss       | Łukasz Kubot O. Marach         | 1er tour (1/32) J. Nieminen  | A. Fisher S. Huss        | 1er tour (1/32) J. Nieminen   | S. Lipsky Rajeev Ram       | 1er tour (1/32) J. Nieminen  | D. Istomin M. Kukushkin |
| 2012  | —                             | —                              | 1er tour (1/32) P. Marx      | J. Erlich Andy Ram       | 2e tour (1/16) P. Marx        | D. Marrero A. Seppi        | 1er tour (1/32) J. Cerretani | J. Delgado K. Skupski   |
| 2013  | 1er tour (1/32) F. Nielsen    | S. Bolelli F. Fognini          | 1er tour (1/32) R. Klaasen   | D. Marrero F. Verdasco   | 1er tour (1/32) R. Klaasen    | Łukasz Kubot M. Matkowski  | 1er tour (1/32) R. Klaasen   | E. Butorac F. Nielsen   |
| 2014  | 2e tour (1/16) F. Nielsen     | J. Benneteau É. Roger-Vasselin | 1er tour (1/32) F. Nielsen   | M. Granollers M. López   | 2e tour (1/16) F. Nielsen     | M. Llodra N. Mahut         | 1er tour (1/32) T. Bednarek  | E. Butorac R. Klaasen   |
| 2015  | 1er tour (1/32) N. Monroe     | C. Berlocq L. Mayer            | 1er tour (1/32) M. Kukushkin | A. Golubev D. Istomin    | —                             | —                          | —                            | —                       |
| 2016  | —                             | —                              | —                            | —                        | 1er tour (1/32) A. Siljeström | Andrej Martin H. Podlipnik | —                            | —                       |
| 2017  | 1er tour (1/32) A. Siljeström | Łukasz Kubot Marcelo Melo      | —                            | —                        | 2e tour (1/16) A. Siljeström  | R. Harrison M. Venus       | —                            | —                       |

N.B. : le nom du partenaire se trouve sous le résultat ; le nom des ultimes adversaires se trouve à droite.

### En double mixte
| Année | Open d'Australie            | Open d'Australie       | Internationaux de France    | Internationaux de France    | Wimbledon                     | Wimbledon                 | US Open | US Open |
| ----- | --------------------------- | ---------------------- | --------------------------- | --------------------------- | ----------------------------- | ------------------------- | ------- | ------- |
| 2009  | —                           | —                      | —                           | —                           | 1er tour (1/32) V. Dushevina  | Y. Shvedova Eric Butorac  | —       | —       |
| 2010  | —                           | —                      | —                           | —                           | 1er tour (1/32) T. Bacsinszky | Jordan Kerr K. Bondarenko | —       | —       |
| 2011  | —                           | —                      | —                           | —                           | —                             | —                         | —       | —       |
| 2012  | —                           | —                      | —                           | —                           | 2e tour (1/16) A. Klepač      | Bob Bryan Liezel Huber    | —       | —       |
| 2013  | —                           | —                      | —                           | —                           | 3e tour (1/8) Katalin Marosi  | Rohan Bopanna Zheng Jie   | —       | —       |
| 2014  | 1er tour (1/16) A. Rosolska | Zheng Jie Scott Lipsky | 1er tour (1/16) A. Rosolska | Klaudia Jans Dominic Inglot | —                             | —                         | —       | —       |

N.B. : le nom de la partenaire se trouve sous le résultat ; le nom des ultimes adversaires se trouve à droite.

## Classements ATP en fin de saison
| Année          | 2000 | 2001 | 2002 | 2003 | 2004 | 2005 | 2006 | 2007 | 2008 | 2009 | 2010 | 2011 | 2012 | 2013 | 2014 | 2015 | 2016 | 2017 |
| Rang en double | 1113 | 1030 | 1535 | 1223 | 736  | 662  | 502  | 172  | 73   | 42   | 63   | 91   | 71   | 46   | 55   | 112  | 72   | 153  |

Source : (en) Classements de Johan Brunström sur le site officiel de la Fédération internationale de tennis